# Franz Baumann
Pour les articles homonymes, voir Baumann.
Franz Baumann (né le 23 septembre 1953 à Schramberg) est un ancien fonctionnaire des Nations unies allemand, qui a servi comme Secrétaire général adjoint et Conseiller spécial des Nations unies sur l'environnement et les opérations de paix au Secrétariat des Nations unies à New York jusqu'à la fin de 2015.En 2017, il a rejoint l'Université de New York en tant que Professeur visiteur au sein du programme de relations internationales appartenant a l’Ecole d’études postuniversitaires d'Arts et Science.

## Biographie
Franz Baumann est né à Schramberg (Allemagne) et a obtenu en 1973 son baccalauréat au lycée de cette localité. Il a ensuite étudié les sciences sociales et la gestion (avec spécialisation en gestion internationale) à l'université de Constance et l'histoire de l'art à l'université de Bristol (Royaume-Uni) en 1975. Il a obtenu en 1979 son diplôme d’administration publique à l'université de Constance, puis un doctorat en sciences politiques en 1992 à l'université Carleton, à Ottawa (Canada).
Son épouse, Barbara Gibson, diplomate canadienne, a été ambassadrice auprès de l’Organisation pour la sécurité et la coopération en Europe, à Vienne, de 2004 à 2008. En 2015, elle était vice-secrétaire générale et en 2016 Sscrétaire générale de la Commission indépendante sur le multilatéralisme (CIM), à New York.
Ils ont une fille, née en 2000.

## Parcours professionnel
Franz Baumann a commencé à travailler pour le Parlement européen à Luxembourg en 1976, puis à la Commission européenne à Bruxelles en 1979 et pour Siemens à Munich en 1980.
Il a commencé sa carrière à l’ONU en 1980, comme expert associé au Nigeria pour le Programme des Nations unies pour le développement (PNUD) et l’Organisation des Nations unies pour le développement industriel, jusqu’en 1982. Il a ensuite travaillé dans différents départements du Secrétariat de l’ONU, dont ceux de la gestion et du maintien de la paix, et au Cabinet du Secrétaire général. En 1993, il a été nommé chef de l'administration de la Mission civile internationale en Haïti (MICIVIH), déployée conjointement par l’ONU et l’Organisation des États américains aux fins de la surveillance des droits de l’homme.
En 2002, il a été nommé directeur de la division de la gestion de l’Office des Nations unies à Vienne (ONUV), puis directeur général adjoint de l’ONUV en 2004, Directeur exécutif adjoint de l’Office des Nations unies contre la drogue et le crime en 2006 et directeur par intérim du Bureau des affaires spatiales en 2007.
En 2009, il a été nommé sous-secrétaire général au Département de l’Assemblée générale et de la gestion des conférences au Secrétariat de l’Organisation des Nations unies. Il a assumé les fonctions de coordonnateur de haut niveau du déploiement d'Umoja en septembre 2014, puis de conseiller spécial pour l'environnement et les opérations de paix en septembre 2015.
Il est depuis 2003 membre du conseil d'administration de Hertie School of Governance (Berlin, Allemagne).
Depuis 2015, il est aussi membre du Conseil d’administration de l’École allemande internationale de New York.

## Principales publications
Voir Franz Baumann (en)